# Egna
Egna (Neumarkt) é uma comuna italiana da região do Trentino-Alto Ádige, província de Bolzano, com cerca de 4.478 al 16.10.2003 habitantes. Estende-se por uma área de 23 km², tendo uma densidade populacional de 189 hab/km². Faz fronteira com Caldaro sulla Strada del Vino, Cortaccia sulla Strada del Vino, Cortina sulla Strada del Vino, Magrè sulla Strada del Vino, Montagna, Salorno, Termeno sulla Strada del Vino.
Era conhecida como Endidas (Endidae) durante o período romano.

## Demografia
| Variação demográfica do município entre 1861 e 2011                               |
|                                                                                   |
| Fonte: Istituto Nazionale di Statistica (ISTAT) - Elaboração gráfica da Wikipedia |